# Chrysolampra hirta
Chrysolampra hirta es un coleóptero de la familia Chrysomelidae.
Fue descrita científicamente en 1982 por Tan.